# Ancognatha
Ancognatha (лат.) — род пластинчатоусых жуков из подсемейства Dynastinae. Неотропика. 22 вида от США до Аргентины.

## Описание
Среднего размера жуки (около 2 см, некоторые крупные, например,  A. matilei Dechambre из Колумбии имеет длину до 36 мм). Основная окраска коричневато-чёрная. Встречаются в предгорных и горных лесах (в Южной Америке до 4000 м, Перу и Чили). От близких родов отличается следующими признаками: ментум на вершине выемчатый (выемка достигает уровня прикрепления нижнегубных щупиков), галеа максилл без крупных зубцов (или они очень мелкие). Самцы отличаются увеличенными передними ногами и крупными коготками. 

### Виды
- Ancognatha atacazo (Kirsch, 1885)
- Ancognatha aymara Mondaca, 2016[4]
- Ancognatha castanea Erichson , 1847
- Ancognatha corcuerai Figueroa & Ratcliffe, 2016
- Ancognatha erythrodera (Blanchard, 1846)
- Ancognatha falsa Arrow, 1911
- Ancognatha gracilis Endrödi, 1966[5]
- Ancognatha horrida Endrödi, 1967
- Ancognatha humeralis (Burmeister, 1847)
- Ancognatha hyltonscottae Martínez, 1965
- Ancognatha jamesoni Murray, 1857
- Ancognatha lutea Erichson , 1847
- Ancognatha manca (LeConte, 1866)
- Ancognatha matilei Dechambre, 2000[6]
- Ancognatha quadripunctata Bates, 1887
- Ancognatha rugulosa Endrödi, 1971
- Ancognatha scarabaeoides Erichson , 1847  typus
- Ancognatha sellata Arrow, 1911
- Ancognatha ustulata (Burmeister, 1847)
- Ancognatha veliae Pardo-Locarno et al., 2006[7]
- Ancognatha vexans Ratcliffe, 1992[8]
- Ancognatha vulgaris Arrow, 1911